# Svaz českých knihkupců a nakladatelů
Svaz českých knihkupců a nakladatelů (SČKN) je profesní organizace knihkupců a nakladatelů. Cílem je hájit společné zájmy nakladatelů, distributorů knih a knihkupců.
Vydává čtrnáctideník Knižní novinky s bibliografickou přílohou, která je nejúplnějším a nejrozsáhlejším soupisem tohoto druhu v ČR. Svaz je pořadatelem mezinárodního knižního veletrhu Svět knihy a uděluje literární Cenu Jiřího Ortena. Každý rok také publikuje Zprávu o českém knižním trhu.
Komise pro dětskou literaturu SČKN spolu s Českou sekcí Mezinárodního sdružení pro dětskou knihu (IBBY) připravují katalog Nejlepší knihy dětem, který vychází pravidelně jednou ročně od roku 2012/2013 a má sloužit jako inspirace pro rodiče, knihovníky, knihkupce a vzdělávací instituce.

## Historie
SČKN byl založen roku 1879 J. R. Vilímkem, J. Ottem a F. Topičem, kteří chtěli šířit české knihy a dodržovat etiku. Je registrován jako občanské sdružení, které má 216 členů, jsou v něm např.: distributoři, nakladatelé nebo knihkupci. SČKN také spolupracuje s různými federacemi, jako je Evropská knihkupecká federace nebo Federace evropských nakladatelů.